# La Cropte
La Cropte és un municipi francès situat al departament de Mayenne i a la regió de País del Loira. L'any 2007 tenia 220 habitants.

## Demografia

### Població
El 2007 la població de fet de La Cropte era de 220 persones. Hi havia 88 famílies de les quals 28 eren unipersonals (20 homes vivint sols i 8 dones vivint soles), 24 parelles sense fills, 32 parelles amb fills i 4 famílies monoparentals amb fills.
La població ha evolucionat segons el següent gràfic:
Habitants censats

### Habitatges
El 2007 hi havia 116 habitatges, 90 eren l'habitatge principal de la família, 23 eren segones residències i 3 estaven desocupats. Tots els 116 habitatges eren cases. Dels 90 habitatges principals, 60 estaven ocupats pels seus propietaris, 29 estaven llogats i ocupats pels llogaters i 1 estava cedit a títol gratuït; 6 tenien dues cambres, 12 en tenien tres, 25 en tenien quatre i 47 en tenien cinc o més. 58 habitatges disposaven pel capbaix d'una plaça de pàrquing. A 41 habitatges hi havia un automòbil i a 42 n'hi havia dos o més.

### Piràmide de població
La piràmide de població per edats i sexe el 2009 era:
| Homes | Edats   | Dones |
| ----- | ------- | ----- |
| 0     | 95 o +  | 0     |
| 0     | 90 a 94 | 0     |
| 4     | 85 a 89 | 4     |
| 0     | 80 a 84 | 0     |
| 0     | 75 a 79 | 4     |
| 4     | 70 a 74 | 4     |
| 12    | 65 a 69 | 4     |
| 8     | 60 a 64 | 4     |
| 8     | 55 a 59 | 4     |
| 16    | 50 a 54 | 4     |
| 12    | 45 a 49 | 12    |
| 12    | 40 a 44 | 20    |
| 4     | 35 a 39 | 4     |
| 8     | 30 a 34 | 8     |
| 0     | 25 a 29 | 4     |
| 0     | 20 a 24 | 20    |
| 8     | 15 a 19 | 16    |
| 16    | 10 a 14 | 12    |
| 4     | 5 a 9   | 0     |
| 4     | 0 a 4   | 0     |

## Economia
El 2007 la població en edat de treballar era de 142 persones, 112 eren actives i 30 eren inactives. De les 112 persones actives 103 estaven ocupades (56 homes i 47 dones) i 9 estaven aturades (5 homes i 4 dones). De les 30 persones inactives 9 estaven jubilades, 9 estaven estudiant i 12 estaven classificades com a «altres inactius».

### Ingressos
El 2009 a La Cropte hi havia 87 unitats fiscals que integraven 215 persones, la mediana anual d'ingressos fiscals per persona era de 17.207 €.

### Activitats econòmiques
Dels 9 establiments que hi havia el 2007, 1 era d'una empresa de construcció, 1 d'una empresa de comerç i reparació d'automòbils, 2 d'empreses d'hostatgeria i restauració, 1 d'una empresa immobiliària i 4 d'empreses de serveis.
Dels 2 establiments de servei als particulars que hi havia el 2009, 1 era una lampisteria i 1 restaurant.
L'any 2000 a La Cropte hi havia 25 explotacions agrícoles que ocupaven un total de 1.176 hectàrees.

## Poblacions més properes
El següent diagrama mostra les poblacions més properes.